# Красний Яр (Челябінська область)
Красний Яр (рос. Красный Яр) — селище у Карталинському районі Челябінської області Російської Федерації.
Входить до складу муніципального утворення Варшавське сільське поселення. Населення становить 301 особу (2010).

## Історія
Від 4 листопада 1924 року належить до Карталинського району Челябінської області.
Згідно із законом від 17 вересня 2004 року органом місцевого самоврядування є Варшавське сільське поселення.

## Населення
| 2002 | 2010 |
| ---- | ---- |
| 357  | ↘301 |